# Portrait de Paul Guillaume (Modigliani, Milan)
Pour les articles homonymes, voir Portrait de Paul Guillaume.
Le Portrait de Paul Guillaume est une peinture à l'huile sur toile (81 × 54 cm), réalisée en 1916 par le peintre italien Amedeo Modigliani. Elle est conservée au Museo del Novecento de Milan.

## Description
Le sujet de la peinture  est Paul Guillaume,  important collectionneur d'art parisien, dont Modigliani peignit trois fois le portrait. Dans cette peinture, l'artiste représente Guillaume avec un seul œil, expliquant lui-même avec ces mots : « Parce qu'avec un œil vous regardez le Monde, et avec l'autre vous regardez en vous-même ».